# 漆胡樽
漆胡樽（しっこそん）は、正倉院に納められている容器。
かつてシルクロードを行く者は、水を革袋に入れ、バランスを取るために2袋を一組として動物の背に負わせた。漆胡樽はその革袋を真似たもので、水などを入れる容器である。動物の背に合うように湾曲しており、綱を通す金具が取り付けてある。
作家の井上靖はこの道具に感銘を受け、同名の詩と小説を著した。

## 註釈
1. ↑  作家の宮本輝は漆胡樽について、水を入れるには革袋のほうが実用的であるとし、砂金やたばこ、香辛料を入れていたのではないかと想像している（読売新聞2010年10月29日夕刊18面　「至宝を語る(5)」）